# Worms 2: Armageddon
Worms 2: Armageddon (рус. Червячки 2: Армагеддон) — двухмерная компьютерная игра, пошаговая стратегия разработана компанией Team17 в 2009 году и является частью серии игр Worms под платформу Xbox 360. На Windows игра вышла под названием Worms: Reloaded 26 августа 2010 года, на PS3 — PSN игра появилась 7 сентября 2010 года. Игра распространяется через сервис цифровой дистрибуции Steam. Игра также в продаже у Xbox Live Arcade по цене 800 Microsoft Points. Суть игры сводится к войне между червями на двухмерном ландшафте; игроки ходят по очереди.
Игра является продолжением Worms 2007 года с множеством улучшений и дополнений. В игре добавлено оружие, которое было убрано в предыдущих играх серии, а также 35 новых миссий.

## Игровой процесс

### Одиночные режимы
- Одиночная кампания включает в себя 35 уровней.
- Режим тренировки, который включает в себя курсы по стрельбе, по навигации червяком на уровнях. Также включает в себя разминку где доступно любое оружие, и где игрок может выставить на уровень разные мишени/цели.

### Многопользовательские режимы
- 5 стилей игры доступны в системе Xbox LIVE: новичок, нормальный, профессионал, гонки на веревках, собиратели ящиков.
- Классовые игры, поддерживают 2 игрока.
- Локальные игры поддерживают 4 игрока в офлайне.

### Оружие
Несмотря на то, что было потеряно очень много оружия из Worms Armageddon, в игре появились новые виды вооружения:

Снимок из игры

1. Мортира — теперь не вы ей стреляете, а она сбрасывается и при ударе об землю взрывается и разлетается на осколки.
2. Противо-бункеровая бомба — представляет собой подобие крота, сбрасывается с самолёта и начинает зарываться, взрывается или сама со временем или по вашей просьбе.
3. Молния — вызывается игроком, если облако попадает молнией в вашего червя, он подлечится, если в могилку вашего червя, то червяк воскреснет с 30 НР. При попадании в пулемёт превращает его в пулемёт выстрелившей молнией команды.
4. Пулемёт — бывает 2-х типов, по цвету игрока, который его установил, тогда он атакует всех кроме вашей команды или же при создании карты можно ставить нейтральные пулеметы, они будут атаковать всех подряд. Угол обстрела не велик, примерно 15 градусов вверх и вниз, а вот вдаль, довольно таки прилично. Пулемёт можно взорвать, но так он стоит вечно до уничтожения. Пулемёт умеет поворачиваться вперед и назад в зависимости, с какой стороны противник.
5. Магнит — он бывает 2-х полярностей, красный — всё притягивает, синий — всё отталкивает. Магнит живёт не очень много ходов, его нельзя уничтожить, но можно выбить битой.
6. Платформы — телепорты — их можно установить при создании карты, платформы должно быть две, при заходе на одну, червь телепортируется на другую.

### Другое
Также в игре присутствует покупка предметов за деньги, которые получаешь во время игры. Купленные предметы будут присутствовать во время кампании.

## Обзоры и награды
| Сводный рейтинг | Сводный рейтинг | Сводный рейтинг |
| Издание         | Оценка          | Оценка          |
| Издание         | PS3             | Xbox 360        |
| --------------- | --------------- | --------------- |
| GameRankings    | 76,60 %         | 82,83 %         |

Игра получила хорошие оценки в прессе. На 23 июля 2009 года игра получила средний балл 85 % на сайте Metacritic, оценка основывалась на 18 обзорах.
Игровой сайт IGN наградил игру 8.5/10 баллами, сказав: «Это одна из самых весёлых мультиплеерных игр, и теперь одиночная кампания обеспечивает такое же удовлетворение игроку.»